# The Friends of Voltaire
The Friends of Voltaire ("Gli amici di Voltaire")  scritto da Evelyn Beatrice Hall con lo pseudonimo di S. G. Tallentyre, fu pubblicato nel 1906.
Nel 1907 venne pubblicato in Gran Bretagna con il nome vero dell'autrice da Putnam's Sons.
Questo lavoro classico su Voltaire è stato nuovamente pubblicato quasi 100 anni dopo, nel 2003.
Il libro è in forma di biografia aneddotica e racconta le storie di dieci uomini la cui vita trascorre a stretto contatto. I dieci uomini erano contemporanei e a parte la loro amicizia con Voltaire erano più o meno in stretti rapporti tra loro. Ciascuno dei dieci è caratterizzato dando loro un'etichetta di identificazione come segue: D'Alembert il pensatore, Diderot il chiacchierone, Galiani l'arguto, Vauvenargues l'aforista, D'Holbach l'anfitrione, Grimm il giornalista, Helvétius la contraddizione, Michel-Étienne Turgot lo statista, Beaumarchais il drammaturgo e Condorcet l'aristocratico.